# 天皇陛下御即位三十年奉祝感謝の集い

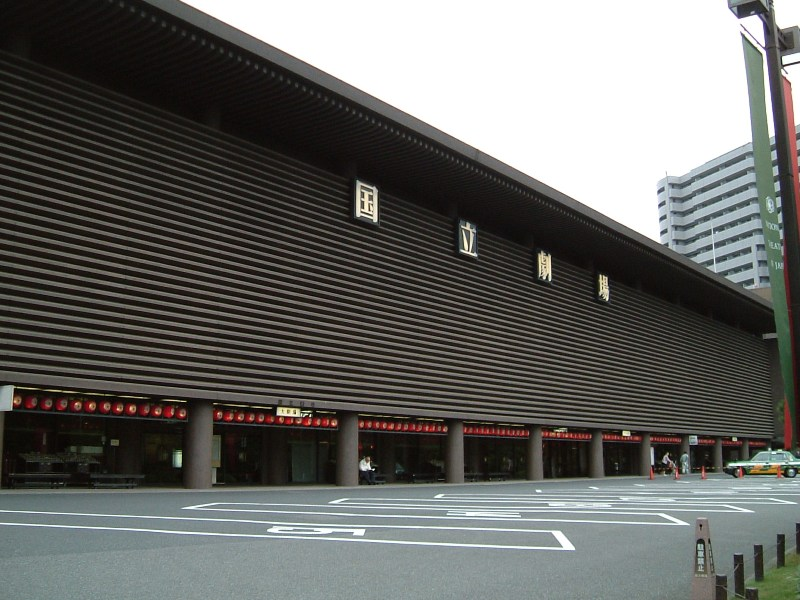
天皇陛下御即位三十年奉祝感謝の集いが開催された国立劇場

天皇陛下御即位三十年奉祝感謝の集い（てんのうへいかごそくいさんじゅうねんほうしゅくかんしゃのつどい）は、2019年（平成31年）4月10日に第125代天皇の即位30年を記念して開催された集いである。

## 概要
第125代天皇が1989年（平成元年）1月7日に即位してから30年が経過したことから、即位30年を祝うための各界代表の集いが開催されることになった。天皇明仁・皇后美智子（当時）の成婚60年を迎えた2019年（平成31年）4月10日に、「天皇陛下御即位三十年奉祝感謝の集い」が国立劇場に約1800名の参加者を得て開催された。これには、天皇陛下御即位三十年奉祝国会議員連盟（伊吹文明会長）、天皇陛下御即位三十年奉祝委員会（三村明夫会長）、公益財団法人日本文化興隆財団（田中恆清理事長）が共催した。

## 内容
冒頭、NHK交響楽団有志と同団首席クラリネット奏者伊藤圭により、天皇明仁が好んでいるクラシックの中からモーツァルト作曲「クラリネット協奏曲第一楽章」が、演奏がされ開会した。
「第一部　奉祝式典の部」では、宮本隆治の司会進行のもと、主催者を代表して奉祝国会議員連盟会長の伊吹文明・（元衆議院議長、財務大臣、文部科学大臣等歴任）と奉祝委員会会長の三村明夫日本商工会議所会頭が式辞を述べたのち、来賓の安倍晋三内閣総理大臣、大島理森衆議院議長が祝辞を述べた。続いて各界からの祝辞では、経済界から中西宏明日本経済団体連合会会長、学界・医療界から京都大学iPS細胞研究所所長の山中伸弥教授、芸能・芸術界からタレント・映画監督の北野武、東北地方太平洋沖地震の被災地から東日本大震災被災者で岩手県三陸花ホテルはまぎく社長の千代川茂、また海外からは、同年に天皇明仁・皇后美智子（当時）との交流があった日系ブラジル人・サンパウロ市エタバ高校3年生の宮崎真優が、それぞれ即位30年を迎えた天皇への感謝と祝いの言葉を述べた。
続く「第二部　祝賀コンサートの部」では、中井美穂の司会進行のもと、音楽プロデューサー松任谷正隆の企画により、MISIA、松任谷由実、ゆずのミュージシャングループが祝賀演奏を披露した。天皇明仁（当時）の御製と皇后美智子（当時）の御歌にメロディをつけた「天皇陛下御即位三十年奉祝曲『御旅（おんたび）』」も演奏された。
結びに、伊達忠一参議院議長の先導により参加者全員による聖寿万歳（「天皇陛下万歳」の三唱）で閉式した。なお、当日の模様は、地上波テレビの実況中継を含めマスコミ各社により広く内外に報道された。

## 備考
なお、天皇明仁と皇后美智子（当時）は皇居での行事のために、この集いには臨席しなかったが、開催後に宮内庁侍従長の河相周夫（当時）より、「4月10日、両陛下は終日宮中の行事に臨まれましたが、後日ビデオで奉祝の集いの様子を御覧になり、このように心のこもった式典を催してくださった主催者、また、主催者を通じ出演の皆さんに喜びと感謝の気持ちを伝えていただければ、とのお言葉をお預かりいたしました。」との共催団体への伝達があった。